# خليل شهر
خليل شهر (بالفارسية: خلیل‌شهر) هي مدينة تقع في إيران في البلدة المركزية. يقدر عدد سكانها بـ 10,096 نسمة .